# East Carleton
East Carleton – wieś w Anglii, w hrabstwie Norfolk, w dystrykcie South Norfolk. Leży 9 km na południowy zachód od Norwich i 150 km na północny wschód od Londynu.
Miejscowość liczy 358 mieszkańców.